# Titularbistum Ausana
Ausana ist ein Titularbistum der römisch-katholischen Kirche.
Es geht zurück auf einen untergegangenen Bischofssitz in der gleichnamigen antiken Stadt Ausana, die in der römischen Provinz Africa proconsularis (heute nördliches Tunesien) lag. Der Bischofssitz war der Kirchenprovinz Karthago zugeordnet.
| Titularbischöfe von Ausana |                   |                                         |                   |                  |
| Nr.                        | Name              | Amt                                     | von               | bis              |
| 1                          | Józef Zawitkowski | Weihbischof in Warschau (Polen)         | 26. Mai 1990      | 29. Oktober 2020 |
| 2                          | Raúl Pizarro      | Weihbischof in San Isidro (Argentinien) | 19. Dezember 2020 |                  |